# Adam Ingi Benediktsson
Adam Ingi Benediktsson, född 28 oktober 2002 i Grundarfjörður på Island, är en isländsk fotbollsmålvakt som spelar för AB i danska andraligan. Benediktsson är den tionde spelaren från Island att representera svenska föreningen IFK Göteborg.

## Klubblagskarriär
Adam Ingi Benediktsson inledde karriären i FH. Via HK lämnade han som 17-åring hemlandet Island för spel med svenska IFK Göteborg.
Efter att ha spenderat sina första år i klubbens U19-lag skrev Benediktsson den 19 november 2021 på ett treårskontrakt med IFK Göteborg. Veckan därpå fick Benediktsson debutera i Allsvenskan, då han höll nollan i 4-0-segern mot Östersunds FK den 28 november. I augusti 2022 lånades Benediktsson ut till FC Trollhättan på ett låneavtal över resten av säsongen.
I juli 2024 värvades Benediktsson av Superettanklubben Östersunds FK, där han skrev på ett kontrakt över 2026.

## Statistik
| Klubb                    | Säsong             | Liga                       | Liga    | Liga | Nationell cup | Nationell cup | Totalt  | Totalt |
| Klubb                    | Säsong             | Division                   | Matcher | Mål  | Matcher       | Mål           | Matcher | Mål    |
| ------------------------ | ------------------ | -------------------------- | ------- | ---- | ------------- | ------------- | ------- | ------ |
| IFK Göteborg             | 2021               | Allsvenskan                | 2       | 0    | 0             | 0             | 2       | 0      |
| IFK Göteborg             | 2022               | Allsvenskan                | 0       | 0    | 0             | 0             | 0       | 0      |
| IFK Göteborg             | 2023               | Allsvenskan                | 7       | 0    | 4             | 0             | 11      | 0      |
| IFK Göteborg             | 2024               | Allsvenskan                | 0       | 0    | 0             | 0             | 0       | 0      |
| IFK Göteborg             | Totalt             | Totalt                     | 9       | 0    | 4             | 0             | 13      | 0      |
| FC Trollhättan (lån)     | 2022               | Ettan Södra                | 8       | 0    | 0             | 0             | 8       | 0      |
| Västra Frölunda IF (lån) | 2024               | Division 2 Västra Götaland | 1       | 0    | 0             | 0             | 1       | 0      |
| Östersunds FK            | 2024               | Superettan                 | 0       | 0    | 0             | 0             | 0       | 0      |
| Totalt i karriären       | Totalt i karriären | Totalt i karriären         | 18      | 0    | 4             | 0             | 22      | 0      |